# أنجيلا أودونيل
أنجيلا أودونيل (بالإنجليزية: Angela O'Donnell)‏ هي عالمة نفس أمريكية، ولدت في القرن العشرين.